# チェンチオーニ
チェンチオーニ(Cencioni)は、パスタの一種である。楕円形で花ぴらのような形でわずかに湾曲し、オレッキエッテと比べると、より大きくより平たい。形はより不規則で、ソースがよく絡むように片側がざらざらしている。名前はイタリア語で「小さなぼろ切れ」という意味である。